# 西部劇

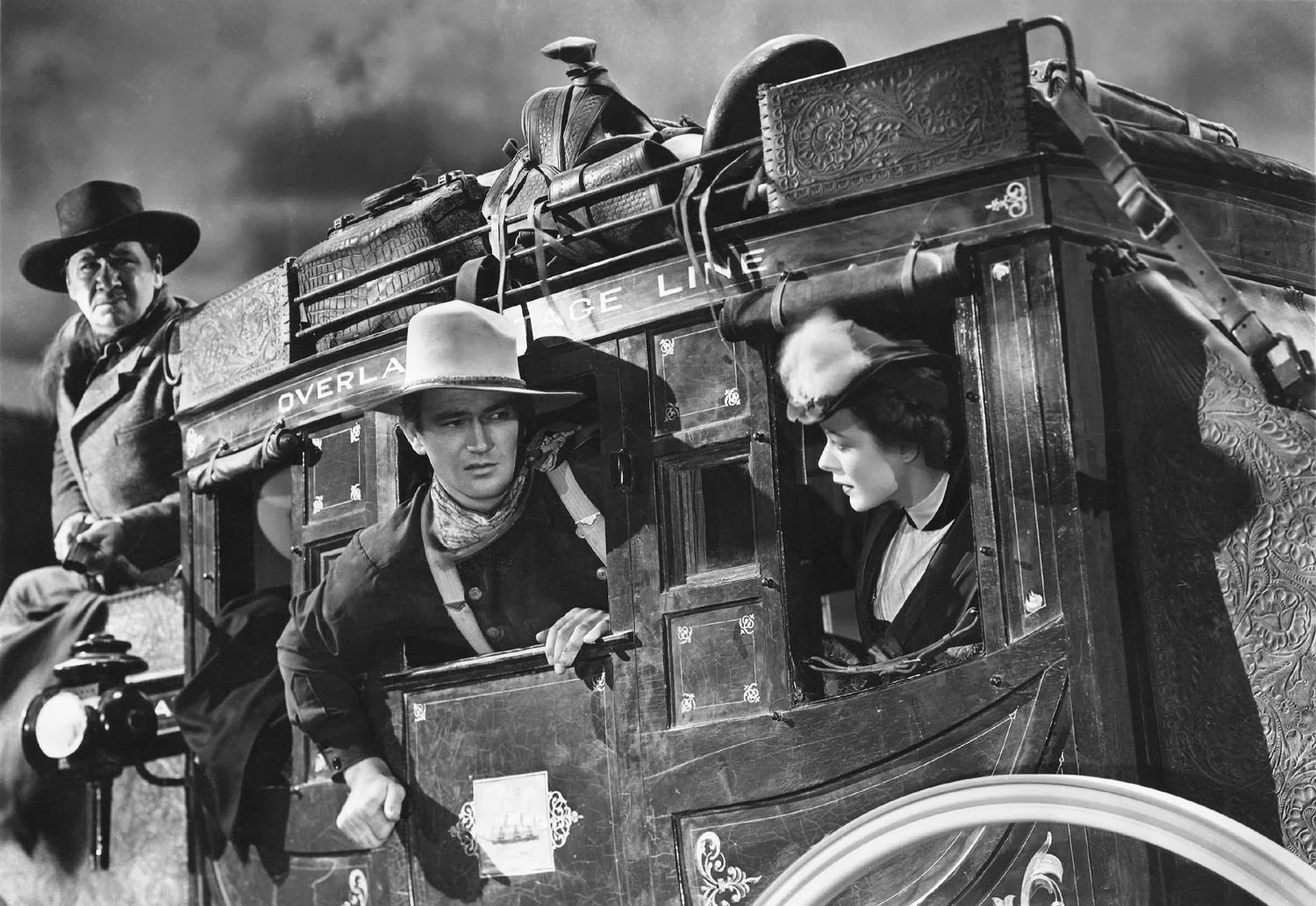
『駅馬車』より

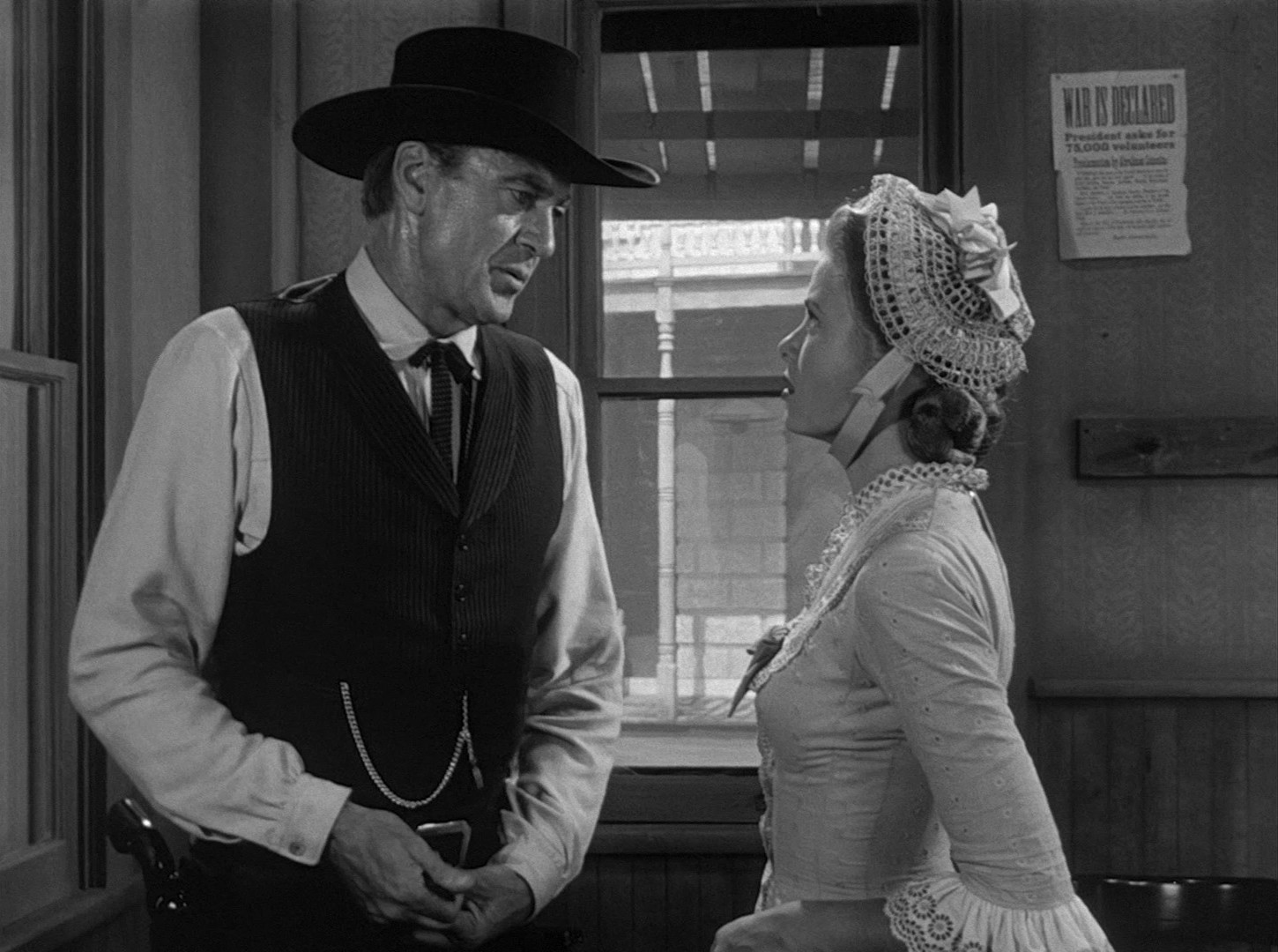
『真昼の決闘』より

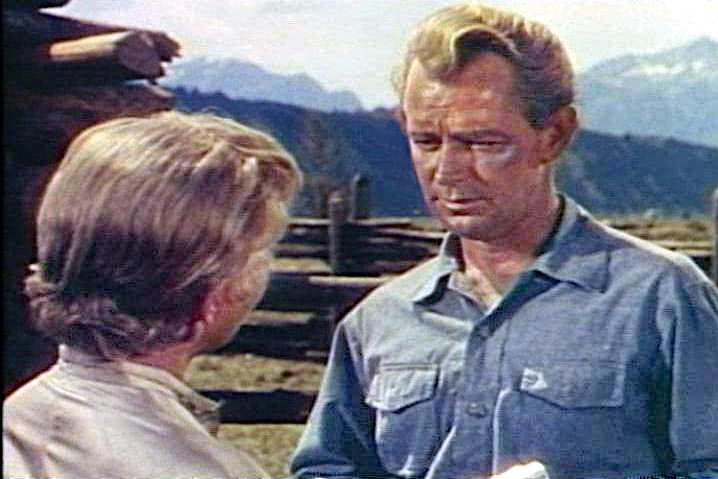
『シェーン』より

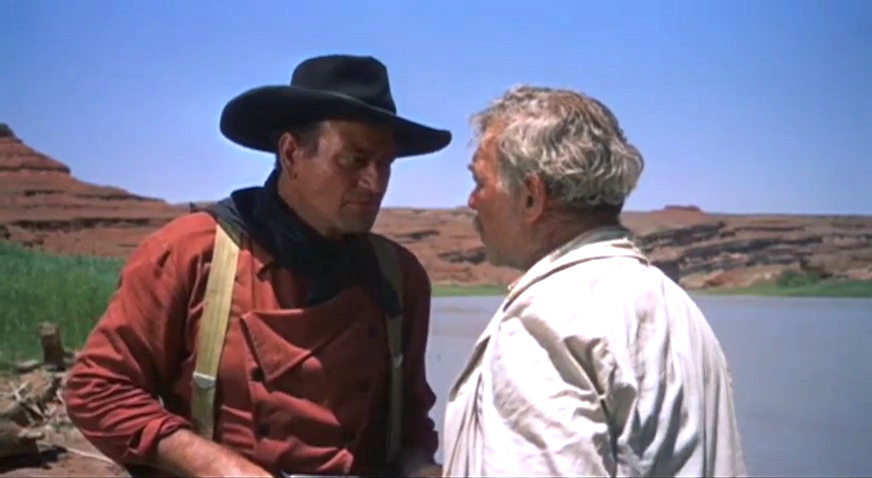
『捜索者』より

西部劇（せいぶげき）は、19世紀後半のアメリカ合衆国の西部開拓時代に当時フロンティアと呼ばれた主にアメリカ西部の未開拓地を舞台にした映画（テレビ映画を含む）や小説である。英語のWestern（ウェスタン）の訳語である。

## 概要
1860年代後半・南北戦争後のアメリカ西部を舞台に、開拓者魂を持つ白人を主人公に無法者や先住民と対決するというプロットが、白人がフロンティアを開拓したという開拓者精神と合致し、大きな人気を得て、20世紀前半のアメリカ映画の興隆とともに映画の1つのジャンルとして形成された。
それ故に「19世紀後半のアメリカ西部開拓期を撮った映画」が西部劇であり、「新興の気に満ち満ちていた若きパイオニア精神が壮烈なアクションとともに展開するのが特徴」であるが、「現在西部劇は殆ど滅び去ったと言ってよく、パイオニア精神の失われた今のアメリカで成り立ち得ないジャンル」であるとされている。
なお19世紀後半（特に1860年代から1890年代にかけて）のアメリカ西部を舞台とするとした西部劇の定義は必ずしも厳密なものではなく、ゲイリー・クーパー主演『征服されざる人々』の舞台は独立宣言前の東部のペンシルベニア州ピッツバーグであり、ジョン・フォード監督ヘンリー・フォンダ主演『モホークの太鼓』は独立戦争時のニューヨーク州が舞台で、セシル・B・デミル監督『北西騎馬警官隊』は時代は1880年代だが舞台はカナダで、いずれも未開拓の地を切り開いていく物語であり西部劇と見なされている。また『明日に向って撃て!』『アラスカ魂』『ワイルドバンチ』は、20世紀初頭の物語であり、「明日に向って撃て!」は最後は南米ボリビア、『アラスカ魂』はアラスカ、『ワイルドバンチ』や他に『荒野の七人』などはメキシコが舞台だが西部劇のジャンルとされている。
そして最後は第一次世界大戦時になる『シマロン』は西部劇に入るが、同じ作家が書いた『ジャイアンツ』はテキサスを舞台にした20世紀の物語で西部劇とはされていない。また南部アトランタを舞台に南北戦争時のストーリーである『風と共に去りぬ』も西部劇のジャンルには入っていない。

## 西部劇の歴史

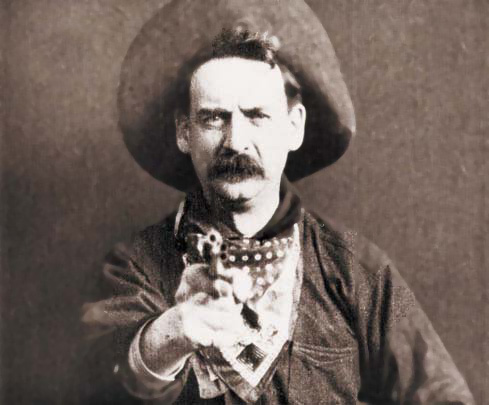
『大列車強盗』より。

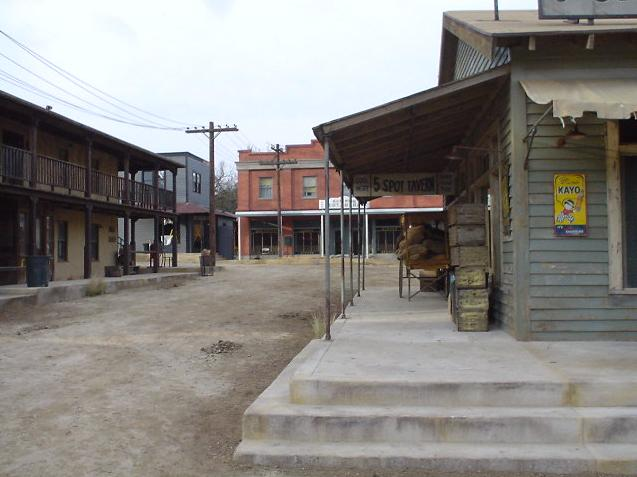
ハリウッドにある米国パラマウント社の西部劇セット。

西部劇は映画とともに歴史を歩んできた。そして西部劇はハリウッドが築き上げた独自のジャンルであり、西部開拓の歴史を持つアメリカだからこそ生まれたとも言える。厳しい自然の中で多くの困難と闘いながら逞しく生きてきた開拓者の物語はアメリカ人の誇りとするものであり、フロンティア精神と夢を含み、アメリカンドリームそのものであった。

### ハリウッド

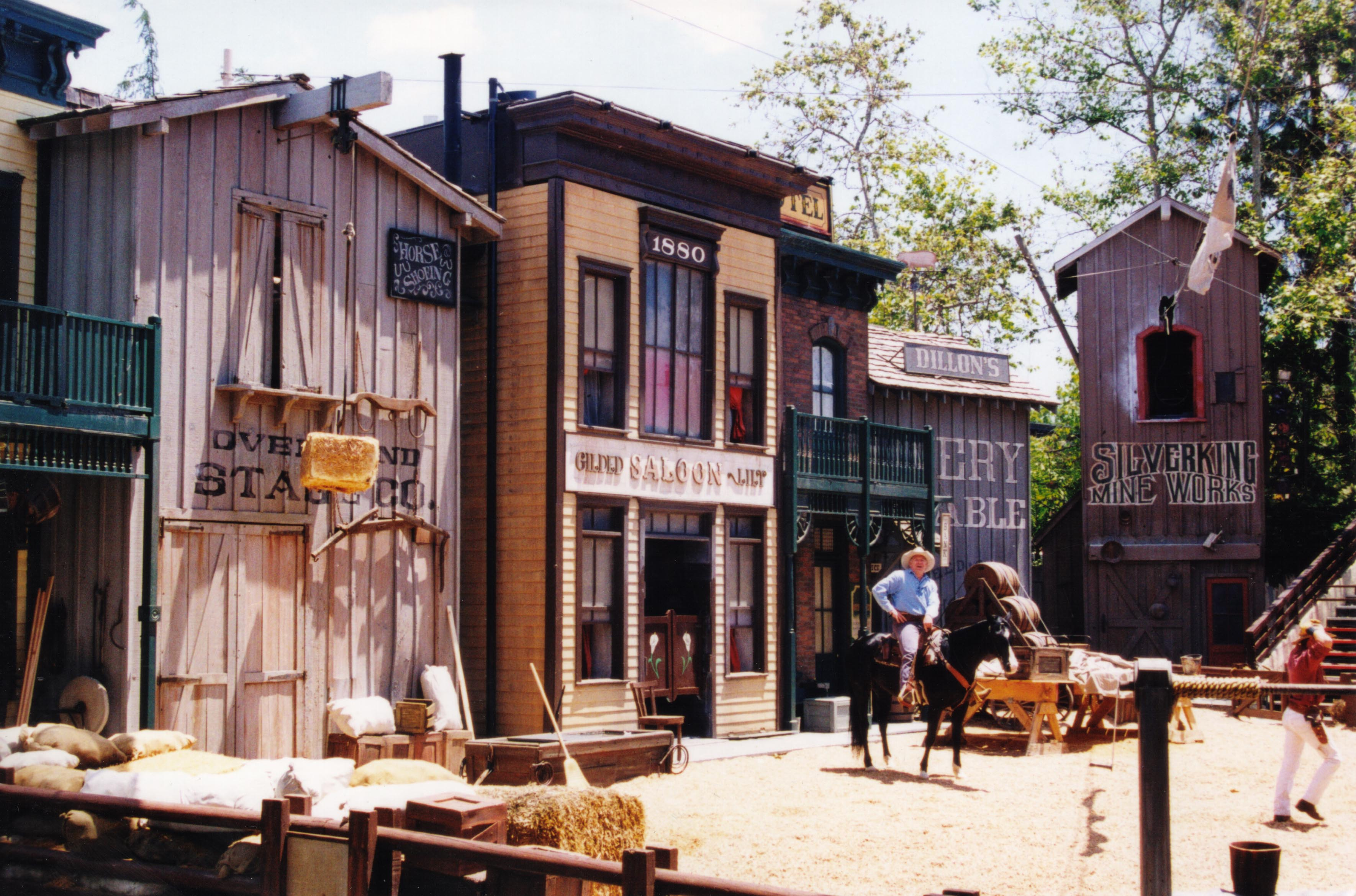
ハリウッドにあるユニバーサル・ピクチャーズの西部劇セット。

西部を舞台とする発想は映画史のごく初期から存在しており、1898年には、エジソンのキネトスコープ(覗き眼鏡方式)による活動写真において最初の西部劇が作られている。1895年にリュミエール兄弟が初めてシネマトグラフ（スクリーン投影方式）を生み出し、やがてサイレント映画が登場すると、最初の本格的な西部劇映画である1903年のエドウィン・S・ポーター監督『大列車強盗』がつくられた。列車を襲った強盗を自警団が追跡して討ち取る簡単なストーリーだが、走る列車の上での立ち回り、殺人と金庫の爆破、追跡と撃ち合いなど動きのある映像を編集した画面によって観客は興奮を味わい、やがて西部劇はアクションを売り物に盛んに製作された。この「大列車強盗」はその後の西部劇映画の基本となる骨格を整えた画期的な作品で、映画の歴史に大きな影響を与えた。ただし、この映画の撮影はエジソン社に近い東部のニュージャージー州であり、西部の自然はスクリーンに映されていなかった。当時は撮影は東部でしか出来ず、物語は西部でも、撮影は全て東部で行われていた。1910年代に入るとエジソン社による特許権紛争が起こり、トラストによってエジソン社の特許を持たない映画関係者の強制排除が行われ（後に裁判でエジソン社は敗れる）、特許料の支払いから逃れるように遠い西部に移った人々はカリフォルニア州ロサンゼルス郊外に西部劇を製作するのに好条件の土地を見出した。豊かな太陽、美しく雄大な景観をバックに、ロケーションに事欠くことなく西部劇の撮影が進められ、ここが映画製作の中心地となった。それがハリウッドであった。

### 西部劇スターと監督

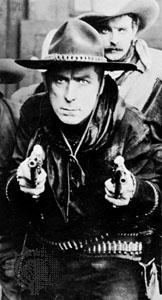
ウィリアム・S・ハート。（『ガンファイター』（1917年）より）

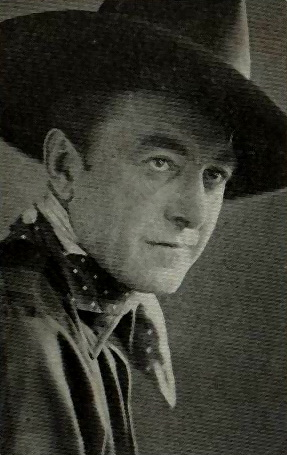
ハリー・ケリー。(1919年)

西部の荒野で、逆境に立ち向かい、悪をやっつけて、弱者（女性や子供）には優しいガンマンを主人公に、懸賞金が掛けられたお尋ね者と決闘したり、駅馬車を追っかけたり、銀行強盗があったり、騎兵隊が来たり、そして先住のインディアンと争ったりするのがパターンであった。実在した保安官（ワイアット・アープやワイルド・ビル・ヒコック）やガンマン(バット・マスターソン、ビリー・ザ・キッド、ジェシー・ジェームス)を題材にして、アメリカ西部の大自然を背景に開拓者魂（フロンティア精神）を詩情豊かに描く西部劇は多くの人々を魅了し、西部開拓時代へのノスタルジーを掻き立てられた。それは19世紀後半の西部開拓時代での開拓者精神を称え、アメリカを発展させたものとして賛美するものであった。
こうした西部劇の基本は強く勇敢なヒーローの存在であり、そのヒーローを演じる俳優は西部劇スターとなった。最初の頃に登場したブロンコ・ビリー・アンダーソンは「ブロンコ・ビリー」シリーズで主演し、毎週1本ずつ一巻物（上映時間12分まで）で製作された連続活劇に7年間出演した。
ブロンコ・ビリーの後にはブロードウエイの舞台俳優であったウィリアム・S・ハートが二挺拳銃の颯爽とした姿で登場し「西部の騎士」のようなスタイルで多くの観客を魅了した。ハートはそれまでの西部劇役者とは全く異質で、騎士道精神を前面に出しながらも孤独で悲劇的立場に追い込まれる場面が多く、そこが観客の心を強く打つものであった。彼は俳優のみならず製作・監督にもたずさわり、「曠野の志士」(1925年)などのサイレント作品が日本でも上映されて西部劇映画に大きな足跡を残した。一方で、トム・ミックスやバック・ジョーンズ主演による子供向け西部劇の潮流も生まれている。
そしてほぼ同時期にハリー・ケリーが登場して1917年から1919年にかけて「シャイアン・ハリー」シリーズで人気を呼んだ。ハリー・ケリーは後年は脇役に回って、戦後は「白昼の決闘」「赤い河」にも出演していたがサイレント期の西部劇スターとしてその名は記憶されている。この「シャイアン・ハリー」シリーズの殆どを製作・監督したのが当時ジャック・フォードと名乗っていた後のジョン・フォードであり、ハリー・ケリーはフォード一家とは親しい関係で、息子のハリー・ケリー・ジュニアは後にジョン・フォード西部劇の貴重なバイプレイヤーとなり、ハリー・ケリーの妻は後年のフォード西部劇の傑作『捜索者』に出演している。
ジョン・フォードは兄のフランシス・フォードによって映画界に入り、フランシスの助手を務めながらやがて映画監督になったが、そのフランシスはサイレント時代の西部劇の製作に多く関わり、『Custer`s Last Fight』（1912年）「旋風児」（1921年）「Western Yesterday」（1924年）などの作品を製作している。このサイレント期には、前述のエドウィン・S・ポーター、フランシス・フォード、ウィリアム・S・ハート以外にスチュアート・ペイトン、リン・F・レイノルズなどの映画監督が西部劇に多数の映画を残していた。また他の西部劇スターとしてはウイリアム・ファーナムやトム・ミックスらがいた。

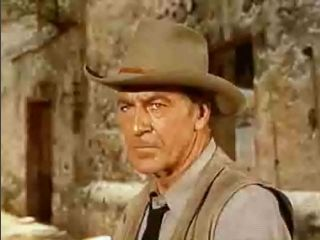
ゲイリー・クーパー。映画『ヴェラクルス』（1954年）より

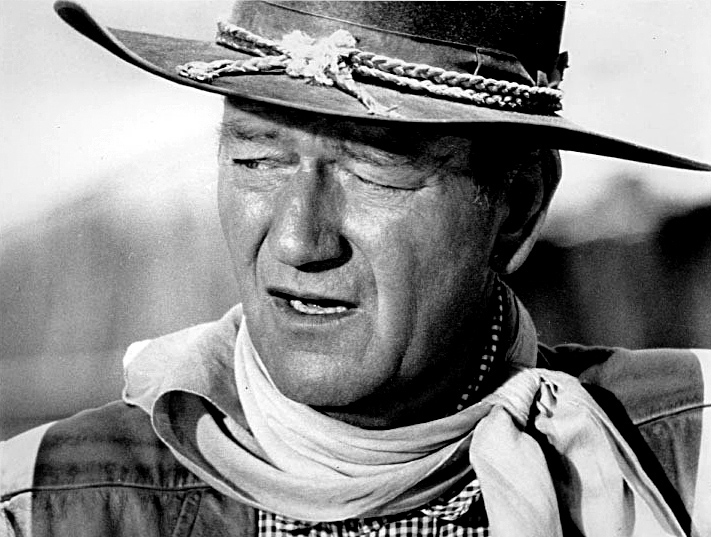
ジョン・ウェイン。映画『コマンチェロ』（1961年）より

第一次世界大戦後にはジェームズ・クルーズ監督『幌馬車』（1923年）が製作された。この映画はスターによるヒーロー物語ではなく、自然の猛威や先住民と戦いながら西部の荒野を西へ西へと進む集団の物語で、それまでの西部劇とは全く違う新しい西部劇を作った。ジョン・フォードは1924年に大陸横断鉄道の建設を軸にした西部開拓叙事詩「アイアンホース」、1926年に『三悪人』を製作していた。
そして1927年に「ジャズシンガー」でトーキーが普及すると、後に「風と共に去りぬ」「オズの魔法使い」を作ったヴィクター・フレミング監督が1929年「ヴァージニアン」を製作して主演に抜擢されたゲイリー・クーパーはこの作品で西部劇スターの座を獲得した。その後1936年にセシル・B・デミル監督の『平原児』で主役ワイルド・ビル・ヒコックを演じ、ジーン・アーサー演じるカラミティ・ジェーンとの悲恋を絡めながら巧みなガンさばきを見せて大スターとなった。
一方1930年ラオール・ウォルシュ監督の「ビッグ・トレイル」でジョン・フォードは当時無名だったジョン・ウェインを推薦して主役に抜擢させたが不評に終わったので、ジョン・ウェインはその後B級西部劇に10年近く出演を続けた。そして1939年になってB級映画で俳優として経験を積んだジョン・ウェインを再び抜擢してジョン・フォードは『駅馬車』を製作し、ジョン・ウェインは主役リンゴー・キッドを演じた。この映画は駅馬車の走行にインディアンの襲撃及びガンマンの決闘、そして駅馬車に乗り合わせた乗客のそれぞれの人生模様を描き、たんなる娯楽活劇ではなく西部劇の評価を一気に高めて、今日でも戦前の西部劇の最高峰と評価されている。
この時期にはサイレント映画の名作「ビッグ・パレード」を作ったキング・ヴィダー監督が西部劇の「ビリーザ・キッド」（1930年）、「テキサス決死隊」（1936年）を製作し、同じくサイレントで「スコオ・マン」を作り、トーキー以後の1931年にも再映画化をしたセシル・B・デミル監督が「平原児」の後に1939年に大陸横断鉄道の建設、列車転覆、襲撃、悪との対決、恋を絡ませたジョエル・マクリー主演『大平原』、その翌年1940年にゲイリー・クーパー主演『北西騎馬警官隊』を製作し、同じ1939年にヘンリー・キング監督でタイロン・パワーがジェシー・ジェームスを演じた『地獄への道』、ジョージ・マーシャル監督でジェームズ・スチュアートとマレーネ・ディートリヒ主演『砂塵』、1940年にウィリアム・ワイラー監督で西部開拓史にその名を残すロイ・ビーン判事を描いたゲイリー・クーパー主演『西部の男』など西部劇の傑作と呼ばれる作品が次々と発表された。
第二次大戦の戦時下でもハワード・ヒューズ監督でジェーン・ラッセルの妖艶な姿が話題となった『ならず者』（1943年）、ラオール・ウォルシュ監督の史上に名高いリトル・ビッグホーンでの第七騎兵隊の全滅とカスター将軍の最後を描いたエロール・フリン主演『壮烈第七騎兵隊』（1943年）、ウィリアム・A・ウェルマン監督でヘンリー・フォンダ主演の『牛泥棒』（1943年）、ジョエル・マクリー主演でバッファロー・ビル・コディを描いた『西部の王者』（1944年）などの作品が作られている。

### 西部劇の黄金期
そして第二次大戦が終わって後に西部劇は黄金時代を迎えて、1960年頃まで多数の名作を生んだ。また多くの俳優が西部劇で主演を演じて、その中からゲイリー・クーパー、ジョン・ウェイン、ヘンリー・フォンダ、グレゴリー・ペック、ジェームズ・スチュアートらの大スターが西部劇から育っていった。
ジョン・フォード監督のヘンリー・フォンダ主演でワイアット・アープとクラントン一家との対決を描いた『荒野の決闘』（1946年）、そしてジョン・ウェイン主演で後に騎兵隊三部作と言われた『アパッチ砦』（1948年）・『黄色いリボン』（1949年）・『リオ・グランデの砦』（1950年）、今日では最高傑作とされる『捜索者』（1956年）、そしてウィリアム・ホールデンと共演した『騎兵隊』（1959年）、ハワード・ホークス監督のジョン・ウェイン主演『赤い河』（1948年）、ジョン・ウェインとディーン・マーティン主演『リオ・ブラボー』（1958年）、ヘンリー・キング監督のグレゴリー・ペック主演「拳銃王」（1950年）、デルマー・デイヴィス監督のジェームズ・スチュアート主演『折れた矢』（1950年）、そしてフレッド・ジンネマン監督のゲイリー・クーパー主演『真昼の決闘』（1952年）、ジョージ・スティーブンス監督のアラン・ラッド主演『シェーン』（1953年）、ジョン・スタージェス監督のバート・ランカスターとカーク・ダグラス主演で「荒野の決闘」と同じく西部開拓史上最も有名な決闘を描いた『OK牧場の決斗』（1957年）などの名作が世に送り出された。
この時期の『捜索者』・『真昼の決闘』・『シェーン』の3作品は、戦前の『駅馬車』と合わせてアメリカン・フィルム・インスティチュート(AFI)が1998年と2008年に行った「偉大なアメリカ映画ベスト100」で西部劇部門の最上位を占め、1998年は『真昼の決闘』が、2008年は『捜索者』が西部劇映画のトップとして評価されている。　
またこの時期にジョン・スタージェス監督の「ブラボー砦の脱出」、『ガンヒルの決斗』、ロバート・テイラー主演『ゴーストタウンの決斗』そして「六番目の男」、キング・ヴィダー監督のグレゴリー・ペック主演『白昼の決闘』そして「星のない男」、ラオール・ウォルシュ監督の『死の谷』「追跡」「決闘一対三」、ヘンリー・キング監督の「無頼の群」、ロバート・アルドリッチ監督の「アパッチ」『ヴェラクルス』「ガンファイター」、ウィリアム・ワイラー監督でグレゴリー・ペックとチャールトン・ヘストン主演の『大いなる西部』とゲイリー・クーパー主演の『友情ある説得』、デルマー・デイヴィス監督でグレン・フォードとヴァン・ヘフリン主演『決断の3時10分』、リチャード・ウィドマーク主演「襲われた幌馬車」、グレン・フォード主演「カウボーイ」そしてゲイリー・クーパー主演『縛り首の木』、アンソニー・マン監督の『ウインチェスター銃73』『裸の拍車』『ララミーから来た男』『怒りの河』『遠い国』『胸に輝く星』『西部の人』、エドワード・ドミトリク監督でヘンリー・フォンダとリチャード・ウィドマークとアンソニー・クイン主演の『ワーロック』そして「折れた槍」、スチュアート・ギルモア監督の「落日の決闘」、フランク・ロイド監督の「アラモの砦」、ロバート・ワイズ監督でロバート・ミッチャム主演の「月下の銃声」、ニコラス・レイ監督の『大砂塵』『無法の王者ジェシイ・ジェイムス』、ジョージ・マーシャル監督の「燃える幌馬車」、オットー・プレミンジャー監督のロバート・ミッチャムとマリリン・モンロー主演で初のシネマスコープ作品『帰らざる河』、ジョン・ヒューストン監督のバート・ランカスターとオードリー・ヘプバーン主演『許されざる者』、ロバート・D・ウエッブ監督のロバート・ライアン主演「誇り高き男」、ヘンリー・ハサウェイ監督の「狙われた駅馬車」「向こう見ずの男」そしてゲイリー・クーパー主演『悪の花園』、アーサー・ペン監督ポール・ニューマン主演でビリー・ザ・キッドを描いた「左ききの拳銃」などが製作された。
そして1960年代に入るとジョン・スタージェス監督のユル・ブリンナーとスティーブ・マックイーン主演『荒野の七人』、マイケル・カーティス監督の『コマンチェロ』、ジョン・フォード監督の『バファロー大隊』『リバティ・バランスを射った男』『シャイアン』、また西部劇スターが製作監督してジョン・ウエイン監督で初の70ミリ作品『アラモ』、マーロン・ブランド監督の「片目のジャック」、そして西部開拓の歴史を家族の一代記としてオムニバスで描いたヘンリー・ハサウェイとジョン・フォードとジョージ・マーシャル監督の初のシネラマ作品『西部開拓史』などの作品が続々と製作された。

### B級西部劇とテレビ西部劇
第二次世界大戦が終わる頃まで、アメリカ映画の大きなジャンルとして西部劇は確固としたもので人気は高かった。1930年代に西部劇の製作本数は100本を超えて、1935年には150本、戦争を挟んで1950年頃も140本近くを記録した。この製作本数の増加は、30年代から始まった二本立て興行の添え物としてB級映画が製作されて、西部劇もB級作品として50〜70分程度のB級西部劇が多数製作されたことによるものである。単純明快な活劇であり、善悪がはっきりして勧善懲悪なストーリーで、当時は西部劇なら必ず当たると言われたほどであった。この粗製乱造と言われるほど大量に作られた時期に、その試行錯誤から映像表現の技術と可能性を発展させ、また西部劇の売上げ増による資本の蓄積が映画を産業として発展させる基礎を構築し、映画王国を築く活力源となった。
B級西部劇からジョン・ウェインは育ってきたスターであり、ランドルフ・スコットやジョエル・マクリー或いはオーディ・マーフィなどもB級西部劇スターと呼ばれた。この他にはチャールズ・スターレット、フート・ギブスン、バック・ジョーンズ、ケン・メイナード、ジョニー・マック・ブラウンや『ホパロング・キャシディ』で有名なウイリアム・ボイド、そしてB級西部劇のサブジャンルとしてミュージカル西部劇が第二次大戦前後に人気となり、歌うカウボーイとしてジーン・オートリーやロイ・ロジャースがその歴史に刻まれている。
またB級西部劇の監督としてレイ・エンライト、ジョセフ・ケーン、アンドレ・ド・トス、ジョージ・シャーマン、ルドルフ・マテ、バッド・ベティカー、アラン・ドワン、ラッセル・ラウズなどが活躍し、やがてB級映画の監督から後に大作のメガホンをとる監督も現れてきた。レイ・エンライト監督のランドルフ・スコットとジョン・ウェインとマレーネ・ディートリヒ主演『スポイラース』や「西部の裁き」、ジョセフ・ケーン監督の「無法の道」「最後の駅馬車」、アンドレ・ド・トス監督の「スプリングフィールド銃」「平原の落雷」「賞金を追う男」、ジョージ・シャーマン監督の「戦いの矢」「生まれながらの無宿者」、ルドルフ・マテ監督の「欲望の谷」「三人の荒くれ者」、バッド・ベティカー監督の「平原の待ち伏せ」「決闘コマンチ砦」、アラン・ドワン監督の「私刑される女」「バファロウ平原」、ラッセル・ラウズ監督の「必殺の一弾」「バスク決死隊」などがある。
そしてB級西部劇が衰退した頃からテレビ西部劇が盛んに製作されて、テレビからスターが生まれ、西部劇映画の監督が生まれた。「拳銃無宿」のスティーブ・マックイーン、「マーベリック」のジェームズ・ガーナー、『ローハイド』のクリント・イーストウッド、そしてジェームズ・コバーン、チャールズ・ブロンソン、リー・マーヴィンがその例であり、テレビ出身の監督からサム・ペキンパー監督でランドルフ・スコットとジョエル・マクリー主演「昼下がりの決闘」、ゴードン・ダグラス監督の「駅馬車」、アンドリュー・V・マクラグレン監督の「シェナンドー河」、ドン・シーゲル監督でオーディ・マーフィ主演「抜き射ち二挺拳銃」、エルビス・プレスリー主演「燃える平原児」などの作品が生まれた。
そして、1960年代に入った頃から西部劇の人気は下降していった。ほぼ同時にテレビ西部劇も衰退して当時日本でも人気番組であった「ローハイド」もアメリカで製作中止となり出演していたクリント・イーストウッドはイタリアに渡り、セルジオ・レオーネ監督『荒野の用心棒』（1964年）で一躍マカロニ・ウエスタンが注目されると同時に彼は一気に西部劇スターの座を獲得した。クリント・イーストウッドはやがて西部劇衰退の時代に活躍することとなった。

### 西部劇の変貌
西部劇が描く人物像は基本的に主人公は白人で、強く正しくて『勧善懲悪』をストーリーの骨子とし、そこへ応援に来たりする（陸軍の）騎兵隊は「善役」であり、それに刃向う先住民インディアンを「悪役」としたものが多い。そして劇中で描かれた白人とインディアンとの戦いには史実も多いが、戦いの原因（土地の領有権）に触れたものはほとんどなかった。
しかし、やがて史実とは違う（白人に都合のいい）内容に対する反発や反省が西部劇を衰退させる強い動因となった。戦後、多様化する価値観や倫理観の変化に勧善懲悪のドラマがついていけなくなったのである。
1940年代の半ば頃から、フロンティア精神を肯定してそこに主人公(ヒーロー)がいて無法者や先住民を倒す「西部劇」という一つの図式が崩れ始めた。1950年のデルマー・デイヴィス監督『折れた矢』は先住民は他者で白人コミュニティを脅かす存在という図式ではなく、先住民の側から描き、戦いを好むのではなく平和を求める彼らの姿を描いた。それは、当時黒人の地位向上を目指す公民権運動が次第に激しくなる時代に入り、人権意識が高まる中でインディアンや黒人の描き方が批判されるようになって、単なる勧善懲悪では有り得ない現実を浮かび上がらせ、それまでの西部劇が捨象してきた問題に対して向き合わざるを得なくなったことであった。
そしてもう一つの図式である勧善懲悪で、開拓者精神を肯定する強いヒーローがいて悪を倒すそれまでの図式も崩れていった。自分の名誉のためだけにインディアンを見下し、結果自身の連隊を壊滅させてしまう騎兵中佐（『アパッチ砦』でヘンリー・フォンダが演じたサースデイ）、町の誰からも助けてもらえない連邦保安官（『真昼の決闘』でゲイリー・クーパーが演じたケイン）、復讐に執念を燃やす男（『捜索者』でジョン・ウェインが演じたエドワーズ）、農園を取り戻すだけのために賞金稼ぎとなり人を殺す農園主（『裸の拍車』でジェームズ・スチュアートが演じたケンプ）が主人公の西部劇が40年代から50年代にかけ多数製作されて、それまでの映画にあった悪に立ち向かうヒーロー像がもはや存在せず、何が正しくて何が悪いか、明らかにしないままにただ主人公の人間らしさが主になって、そこではもはやヒーローが描きにくくなったのである。
この時期になると、善悪の区別が曖昧で複雑な作品が多くなった。痛快で豪快なアクション、ヒーローと悪役との対決、派手なガンさばきを見せたりして見せ場はあっても全体としての雰囲気は重く暗いものになった。ラオール・ウォルシュ監督の『死の谷』「追跡」、アンソニー・マン監督の『裸の拍車』、キング・ヴィダー監督の「白昼の決闘」、ヘンリー・キング監督の「拳銃王」「無頼の群」、ジョン・スタージェス監督の「六番目の男」、ジョージ・シャーマン監督の「生まれながらの無宿者」、デルマー・デイヴィス監督の『縛り首の木』、ニコラス・レイ監督の『大砂塵』、エドワード・ドミトリク監督の『ワーロック』、そしてフレッド・ジンネマン監督の『真昼の決闘』などの主人公は誰からも信用されない、心にトラウマがあったり、死にたいと願ったり、孤立無援の戦いに追い込まれたりしている。それは第二次大戦が終わって未曽有の戦争を体験したアメリカ社会が、それまであった「強く正しいヒーローが大活躍する単純明快な西部劇が作りにくくなったことを示している」と川本三郎は述べている。
そしてそれはまた、この当時ハリウッドを襲った「赤狩り」という暗い空気の中で、アンソニー・マンやフレッド・ジンネマンが描いた世界が西部劇の変貌をもたらしたとも言われている。
これが1960年代に入ると、公民権運動が高まると同時に西部劇の衰退を招くこととなった。1960年にジョン・F・ケネディが大統領に就任し人種差別の撤廃に強い姿勢で臨み、これに伴い従来の製作コードが通用しなくなり製作本数も激減した。そしてイタリアなどでいわゆるマカロニ・ウェスタンと呼ばれる多くの西部劇が作られ始めると、サム・ペキンパー監督『ワイルドバンチ』のようにマカロニウエスタンに逆に影響を受けた作品も数多く生まれた。
こうした状況から西部劇はそれまでの単純な善悪二元論では立ち行かなくなり、1950年代初頭には年間100本ほどの製作本数が、四半世紀後の1970年代後半にはわずか1ケタの製作本数に激減していく。
やがてニューシネマの台頭でジョージ・ロイ・ヒル監督ポール・ニューマンとロバート・レッドフォード主演の『明日に向って撃て!』のような秀作も生まれ、またアーサー・ペン監督『小さな巨人』とラルフ・ネルソン監督『ソルジャー・ブルー』が1970年に公開され、『ソルジャー・ブルー』は1864年のサンドクリークの虐殺を基に、被害者である先住民の立場に立って虐殺事件を描き、当時話題になった作品である。
1960年代から1970年代になるとマカロニ・ウエスタンの影響を受けながらも、バート・ケネディ監督の「続・荒野の七人」「夕陽に立つ保安官」、リチャード・ブルックス監督の「プロフェッショナル」「弾丸を噛め」、ドン・シーゲル監督でクリント・イーストウッド主演の「真昼の死闘」とジョン・ウェイン主演の『ラスト・シューティスト』、ラルフ・ネルソン監督の「砦の29人」、マーク・ライデル監督でジョン・ウェイン主演の「11人のカウボーイ」、ロバート・シオドマク監督の「カスター将軍」、マイケル・ウイナー監督でバート・ランカスター主演の「追跡者」、サム・ペキンパー監督でチャールトン・ヘストンとジェームズ・コバーン主演「ダンディー少佐」、ウィリアム・ホールデンとロバート・ライアン主演「ワイルド・バンチ」、アンドリュー・V・マクラグレン監督でチャールトン・ヘストン主演の『大いなる決闘』、ベテランのハワード・ホークス監督の『エル・ドラド』『リオ・ロボ』、ジョン・スタージェス監督でワイアット・アープの決闘後を描いたジェームズ・ガーナー主演の「墓石と決闘」、ヘンリー・ハサウェイ監督でスティーブ・マックイーン主演「ネバダ・スミス」とジョン・ウェイン主演の『エルダー兄弟』そして『勇気ある追跡』などの西部劇が製作された。
1970年代以後になると、クリント・イーストウッド主演・監督の『荒野のストレンジャー』（1973年）・『アウトロー』（1976年）・『ペイルライダー』（1985年）・『許されざる者』（1992年）、ローレンス・カスダン監督の『シルバラード』（1985年）、ケビン・コスナー主演の『ワイアット・アープ』（1994年）、ケビン・コスナー主演・監督の『ダンス・ウィズ・ウルブズ』（1990年）・『ワイルド・レンジ 最後の銃撃』（2003年）などの秀作が生まれている。

## サブジャンル
フランク・グルーバーは、西部劇の基本的なプロットとして以下の7系統を挙げている。彼によると、優秀な脚本家はこれらの基本系統をキャラクターの台詞とストーリー開発によって、もっともらしいストーリーを作り上げていくという。1960年代から1970年代にかけて、西部劇は修正主義西部劇の台頭によって新たな展開を見せた。
1. ユニオン・パシフィック(Union Pacific story)：近代的な技術・交通設備（鉄道や電信設備）の敷設などを描いた作品。1862年創業のユニオン・パシフィック鉄道にちなむ。
2. 牧場(Ranch story)：牧場主を主人公とし、家畜や牧場を奪おうとする泥棒や大地主との対決を描いた作品。
3. 帝国(Empire story)：無一文の主人公が大牧場や大油田を獲得して成功者となるサクセスストーリーを描いた作品。
4. 復讐(Revenge story)：復讐を題材とした作品。主に冤罪によって貶められた主人公が緻密な計算の元で仇を追い詰める展開が多いが、古典的なミステリ小説の要素が盛り込まれることがある。
5. 騎兵隊とインディアン(Cavalry and Indian story)：白人入植者のために荒野を「押さえつける」ことを描いた作品。
6. アウトロー(Outlaw story)：アウトローを主人公とし、アクションを軸に展開する物語を描いた作品。
7. マーシャル(Marshal story)：保安官などの秩序を守る立場の人物を主人公とした作品。

### 古典的西部劇
歴史上初めて製作された西部劇映画として、1899年にミッチェルとケニョンが製作した短編映画『Kidnapping by Indians』が知られている。しばしばエドウィン・S・ポーターが1903年に製作した『大列車強盗』が「最初の西部劇映画」と誤って紹介されることがあるが、ジョージ・N・フェニンとウィリアム・K・エヴァーソンは「『大列車強盗』製作の数年前から、エジソン社は西部劇を題材としていた」と指摘している。『大列車強盗』のヒットにより、出演者のブロンコ・ビリー・アンダーソンは映画史上初のカウボーイ・スターとなり、その後数百本の短編西部劇映画を手掛けたものの、すぐに西部劇スターの座をトム・ミックスやウィリアム・S・ハートと争うようになった。
西部劇映画黄金時代の代表作として、以下の監督と作品が挙げられている。
- ロバート・アルドリッチ - 『アパッチ』『ベラクルス』
- バッド・ベティカー - 『反撃の銃弾』『決闘コマンチ砦』
- デルマー・デイヴィス - 『折れた矢』『襲われた幌馬車』『決断の3時10分』
- アラン・ドワン - 『逮捕命令（英語版）』『バファロウ平原（英語版）』
- ジョン・フォード - 『駅馬車』『荒野の決闘』『捜索者』『リバティ・バランスを射った男』
- サミュエル・フラー - 『赤い矢』『四十挺の拳銃』
- ハワード・ホークス - 『赤い河』『リオ・ブラボー』『エル・ドラド』
- ヘンリー・キング - 『拳銃王』『無頼の群』
- アンソニー・マン - 『ウィンチェスター銃'73』『ララミーから来た男』『胸に輝く星』
- ニコラス・レイ - 『大砂塵』
- ジョージ・スティーヴンス - 『愛の弾丸（英語版）』『シェーン』
- ジョン・スタージェス - 『OK牧場の決斗』『荒野の七人』
- ジャック・ターナー - 『インディアン渓谷（英語版）』『Wichita』
- キング・ヴィダー - 『白昼の決闘』『星のない男』
- ウィリアム・A・ウェルマン - 『牛泥棒』『廃墟の群盗』

### アシッド・ウェスタン
ジョナサン・ローゼンバウムは1960年代から1970年代にかけて流行したアシッド・ウェスタンについて分析し、同ジャンルはデニス・ホッパー、ジム・マクブライド、ルディ・ワーリッツァーなどの俳優や、『銃撃』『エル・トポ』『グリーサーズ・パレス』などの作品と関連付けられている。『エル・トポ』はアレハンドロ・ホドロフスキーが製作し、同名の主人公のガンマンが悟りの境地にいたるまでを描いた寓話的作品としてカルト映画、アンダーグラウンド映画に位置付けられており、キリスト教や東洋哲学の要素が盛り込まれている。
1980年代以降のアシッド・ウェスタンには『ウォーカー』『デッドマン』が挙げられる。ローゼンバウムはアシッド・ウェスタンについて「妄想的なアジェンダを正当化するために、冷酷で野蛮なフロンティア詩情を定式化している」と指摘し、最終的には資本主義を批判し、その代替様式を取り入れたカウンターカルチャーを表現していると結論付けている。

### 修正主義西部劇
1960年代初頭以降、アメリカの映画製作者たちは西部劇の伝統的な要素に疑問を抱くようになり、西部劇映画は「ヒーロー対悪役」という善悪二元論からの脱却を目指し、登場人物が暴力的手段で物事の解決を図ることに観客が疑問を抱くような内容に変化していった。また、従来「野蛮人」として描写されていたネイティブ・アメリカンを積極的に題材にするようになったことも修正主義西部劇の大きな特徴の一つであり、『シャイアン』『ワイルドバンチ』『昼下りの決斗』『馬と呼ばれた男』『砦のガンベルト』『小さな巨人』『ソルジャー・ブルー』『荒野に生きる』『アウトロー』『ダンス・ウィズ・ウルブズ』『許されざる者』『クイック&デッド』『デッドマン』が代表的な修正主義西部劇映画に挙げられる。1960年代以前に製作された作品で修正主義西部劇に該当する作品として、女性キャラクターに焦点を当てた『女群西部へ!』や、コマンチに育てられた白人ガンマンやリーダー的立場にいる女性キャラクターが登場する『襲われた幌馬車』がある。

### ブラックスプロイテーション・ウェスタン
ブラックスプロイテーション映画の多くが西部劇要素を取り入れており、特にフレッド・ウィリアムソンが出演した作品にこの傾向が見られる。ブラックスプロイテーション・ウェスタンの代表作として『Soul Soldier』『ブラック・ライダー』『ブラック・サンダー』『荒野の襲撃・人質救出大作戦』『Thomasine & Bushrod』『Boss Nigger』『Adios Amigo』『黒豹のバラード』などが挙げられる。

### コメディ西部劇
コメディ西部劇では「西部劇」として確立された様式や題材、作家のスタイルなどをユーモア、風刺、皮肉という側面からパロディ化している。典型例が『腰抜け二挺拳銃』であり、同作では「オーウェン・ウィスターの小説『The Virginian』や勇猛果敢なヒーロー、メインストリートでの最後の銃撃戦など、西部劇のあらゆる要素」を風刺の対象としている。他にも、サイレント映画の時代から、ダグラス・フェアバンクスの『ドーグラスの蛮勇』、バスター・キートンの『キートンの酋長』『キートンの西部成金（キートンのゴー・ウェスト!） 』 、ハロルド・ロイドの『ロイドの二挺拳銃』、トーキー以降もマルクス兄弟の『マルクスの二挺拳銃』、凸凹コンビ（アボットとコステロ）の『凸凹西部の巻』、底抜けコンビの『底抜け西部へ行く』などのコメディ西部劇が製作された。チャールズ・チャップリンも西部開拓時代の設定ではないが、西部劇とされる『偽牧師』を製作している。

### ドキュメンタリー西部劇
ドキュメンタリー西部劇では、アメリカ西部の歴史的な側面を描き出している。テレビシリーズの『The West』は歴史的事実に基づいた描写がされており、『Cowboys: A Documentary Portrait』では現代のアメリカ西部に生きるカウボーイをノンフィクションで描写している。

### エレクトリック西部劇
ジョン・ルービンスタイン、ドン・ジョンソン、パトリツィア・クインが出演した『ウェスタン・ロック ザカライヤ』は、「最初のエレクトリック西部劇」と呼ばれている。このジャンルはアメリカ西部を舞台にロックバンドを題材にしており、『ウェスタン・ロック ザカライヤ』では1970年代に活動したジェイムス・ギャング、カントリー・ジョー・アンド・ザ・フィッシュなどのロックバンドがクラッカーバンドとして出演し、音楽を提供していた。また、ダグ・カーショウとエルヴィン・ジョーンズがカメオ出演している。
ドミニク・スウェイン、ロン・トンプソン、ポール・ドゥーリイが出演した『Hate Horses』は「第2のエレクトリック西部劇」を謳っている。

### 叙事詩的西部劇
叙事詩的西部劇では、西部開拓時代を壮大なスケールで描くことを軸にしており、南北戦争を舞台とした『続・夕陽のガンマン』やメキシコ革命を舞台とした『ワイルドバンチ』のように時代の転換期や戦争を舞台とすることが多い。セルジオ・レオーネの『ウエスタン』は代表作の一つに挙げられ、同作ではモニュメント・バレーをワイドスケールで撮影し、様々な人間模様を描いている。この他に『アイアン・ホース』『白昼の決闘』『捜索者』『ジャイアンツ』『大いなる西部』『シマロン』『西部開拓史』『夕陽のギャングたち』『天国の門』『ダンス・ウィズ・ウルブズ』『ジェシー・ジェームズの暗殺』『ジャンゴ 繋がれざる者』『レヴェナント: 蘇えりし者』が知られている。

### ネオウェスタン
ネオウェスタンは、現代のアメリカを舞台に従来の西部劇の要素・価値観（秩序に反抗するアンチヒーロー、舞台が砂漠、銃撃戦）を反映した作品を指す。2007年にコーエン兄弟が製作した『ノーカントリー』がネオウェスタン映画の始まりと言われている。これらの作品はアメリカ合衆国西部が主な舞台となっており、従来の西部劇的価値観を持つ主人公が、自分たちの時代遅れの正義を否定する「文明」の中で居場所を失い苦悩する姿が描かれることが多い。ネオウェスタン映画はテイラー・シェリダンの作品から以下の3つの基本的なテーマを見出すことができる 。
1. いわゆる法秩序が存在せず、暴力的な背景を持つキャラクター（アウトロー）たちが独自のモラルを有している。
2. 主人公が正義を探求している。
3. 主人公が後悔の念を抱き、それによって従来の西部劇との繋がりを見せている。

### フロリダ・ウェスタン
「クラッカー・ウェスタン(Cracker Westerns)」とも呼ばれ、フロリダ州を舞台に第二次セミノール戦争を題材としている。代表作として『遠い太鼓』が挙げられる。

### 北部劇
アラスカ州やカナダ西部を舞台とした西部劇を指し、『北西騎馬警官隊』『The Spoilers』『スポイラース』『遠い国』『アラスカ魂』『デス・ハント』『The Grey Fox』が挙げられる。

### ウィアード・ウェスト
ウィアード・ウェストは古典的西部劇に他の要素（ファンタジー、SF、ホラー）を組み合わせた作品を指す。『0088/ワイルド・ウエスト』『ワイルド・ワイルド・ウエスト』では西部劇にスチームパンクの要素を組み合わせており、『ジョナ・ヘックスシリーズ』では西部劇にスーパーヒーローの要素を組み合わせている。『Western Religion』では従来の西部劇の世界に悪魔が登場し、オールドマン・ローガンのグラフィックノベルでは西部劇にスーパーヒーローと終末世界の要素が取り入れられている。

## 諸外国の西部劇映画

### マカロニ・ウェスタン
1960年代から1970年代にかけて、イタリアでは「スパゲッティ・ウェスタン(Spaghetti Westerns)」「イタロウェスタン(Italo-Westerns)」と呼ばれる西部劇映画が製作された。最も有名な作品としてドル箱三部作の第3作『続・夕陽のガンマン』が挙げられる。マカロニ・ウェスタンの多くは低予算で、アメリカ合衆国南西部の風景に酷似しているスペインのアルメリア、メキシコのデュランゴなどで撮影された。また、ハリウッド西部劇よりもアクションや暴力描写が多く、主人公は正義感よりも金銭や復讐など利己的な動機で行動することが大半だった。マカロニ・ウェスタンの中には西部劇の伝統的様式を否定する作品も見られ、そうした作品は修正主義西部劇に含まれる。
マカロニ・ウェスタンの代表的な監督であるセルジオ・レオーネの作品は、ハリウッド西部劇映画とは異なる様式で製作されている。マカロニ・ウェスタンで成功した俳優にはチャールズ・ブロンソン、リー・ヴァン・クリーフ、クリント・イーストウッドがおり、この他にもジェームズ・コバーン、ヘンリー・フォンダ、ロッド・スタイガー、クラウス・キンスキー、ジェイソン・ロバーズ、ジャン・マリア・ヴォロンテ、イーライ・ウォラックが知られている。テレビシリーズ『ローハイド』以外のヒット作に恵まれていなかったイーストウッドは、レオーネ監督作品『荒野の用心棒』への出演をきっかけにスター俳優の地位を手にすることになった。

### オーストラリアン・ウェスタン
オーストラリアの西部劇映画は「ミートパイ・ウェスタン(Meat pie western)」と呼ばれ、アウトバックやブッシュが主な舞台となっている。これらの作品はアメリカの西部劇のスタイルを踏襲し、オーストラリア先住民がインディアン役を演じることが多い。
『トラッカー』はオーストラリアン・ウェスタンの典型的な作品に挙げられ、過酷な砂漠地帯を舞台にアボリジニの搾取、正義への渇望がテーマとして描かれている。この他に『Rangle River』『Kangaroo』『The Kangaroo Kid』『サンダウナーズ』『ブラッディ・ガン』『Ned Kelly』『スノーリバー/輝く大地の果てに』『プロポジション -血の誓約-』『Lucky Country』『スウィート・カントリー』が知られている。

### ダコイト・ウェスタン
ボリウッドの『炎』は、しばしば「カレー・ウェスタン(curry Western)」と呼ばれる。同作は『インドの母』『Gunga Jumna』などのダコイト映画とマカロニ・ウェスタンの要素を組み合わせた作品であり、「ダコイト・ウェスタン」と称される独自のジャンルを確立した。

### チャーロ・ウェスタン
チャーロ・ウェスタンはアクション俳優だけではなくミュージカル俳優が多く出演し、1930年代以降にメキシコ映画で主流となった。1930年代から1940年代にかけてはメキシコ農村部の騎手を主人公とした作品が多く、ハリウッドの主流西部劇映画とは一線を画した作風となっていたが、1950年代から1970年代にかけてはハリウッド西部劇との文化的融合が進んでいった。この時期の代表作としてイスマイル・ロドリゲスの『Los Hermanos Del Hierro』、ホルヘ・フォンスの『Cinco Mil Dólares de Recompensa』、アルトゥーロ・リプスタインの『Tiempo de morir』がある。チャーロ・ウェスタンの最も著名な映画製作者としてアルベルト・マリスカルが知られている。

### ユーロ・ウェスタン
西ヨーロッパで製作された西部劇であり、マカロニ・ウェスタンを含める場合がある。代表作として『荒野の愚連隊』が挙げられる。ドイツが製作した西部劇映画は「ザワークラウト・ウェスタン(Sauerkraut Westerns)」と呼ばれ、主にカール・マイの小説を原作としてユーゴスラビアで撮影された。ドイツではアメリカ人俳優のレックス・パーカー主演で、1961年から1965年にかけて『アパッチ』『大酋長ウイネットー』『シルバーレークの待ち伏せ』などが製作された。これらの映画には、アメリカの俳優でハリウッドでは作品に恵まれず、ドイツやイタリアに行った俳優が多かった。ザワークラウト・ウェスタンで最も人気があったのは、アパッチを主人公とした『Winnetouシリーズ』だった。この他に『The Unhanged』『悪党に粛清を』『ブリムストーン』『The Dark Valley』が知られている。

### ギリシャ西部劇
「ファソラーダ・ウェスタン(Fasolada Westerns)」（ファソラーダ：ギリシャの国民食）と呼ばれ、アカデミー国際長編映画賞ギリシャ代表作品に選出された『Blood on the Land』が知られている。

### 東部劇
ソビエト連邦や東ヨーロッパが製作した作品を指し、「イースタン(Eastern)」「レッド・ウェスタン(Red Western)」と呼ばれる2つのジャンルが存在する。冷戦時代の東側諸国では人気のジャンルで、特にヨシフ・スターリンのお気に入りだった。レッド・ウェスタンではハリウッド西部劇とは対照的に、インディアンを「虐げられた弱い者が、自分の権利のために立ち上がる」という形で描写することが多く、ジプシーやトルコ系人種がインディアン役を演じていた。イースタンではコーカサスのステップが舞台になることが多く、「カウボーイとインディアン」に代わる存在として「盗賊とハレム」が登場する。代表作として『砂漠の白い太陽』が挙げられる。

### ラーメン・ウェスタン
「ラーメン・ウェスタン(Ramen Western)」はアジアを舞台とした西部劇映画を指し、『タンポポ』で初めて使用された。代表作として『荒野の渡世人』『冒険活劇 上海エクスプレス』『EAST MEETS WEST』『Tears of the Black Tiger』『ロケットマン!』『さらば復讐の狼たちよ』『許されざる者』『マルリナの明日』『バッファロー・ボーイズ』『グッド・バッド・ウィアード』『スキヤキ・ウエスタン ジャンゴ』が挙げられる。
日本では戦前から西部劇の人気は高く、戦後特に1960年前後にはガン・ブームと呼ばれる現象が生まれ、当時日活が無国籍映画と言われる西部劇のような活劇を作ったりしたが特筆されるほどではなかった。ただ時代劇の分野で黒澤明監督「七人の侍」がアメリカでリメイクされてジョン・スタージェス監督「荒野の七人」となり、「用心棒」が「荒野の用心棒」となり、西部劇の世界に影響を与えることとなった。

## 西部劇における先住民の描写

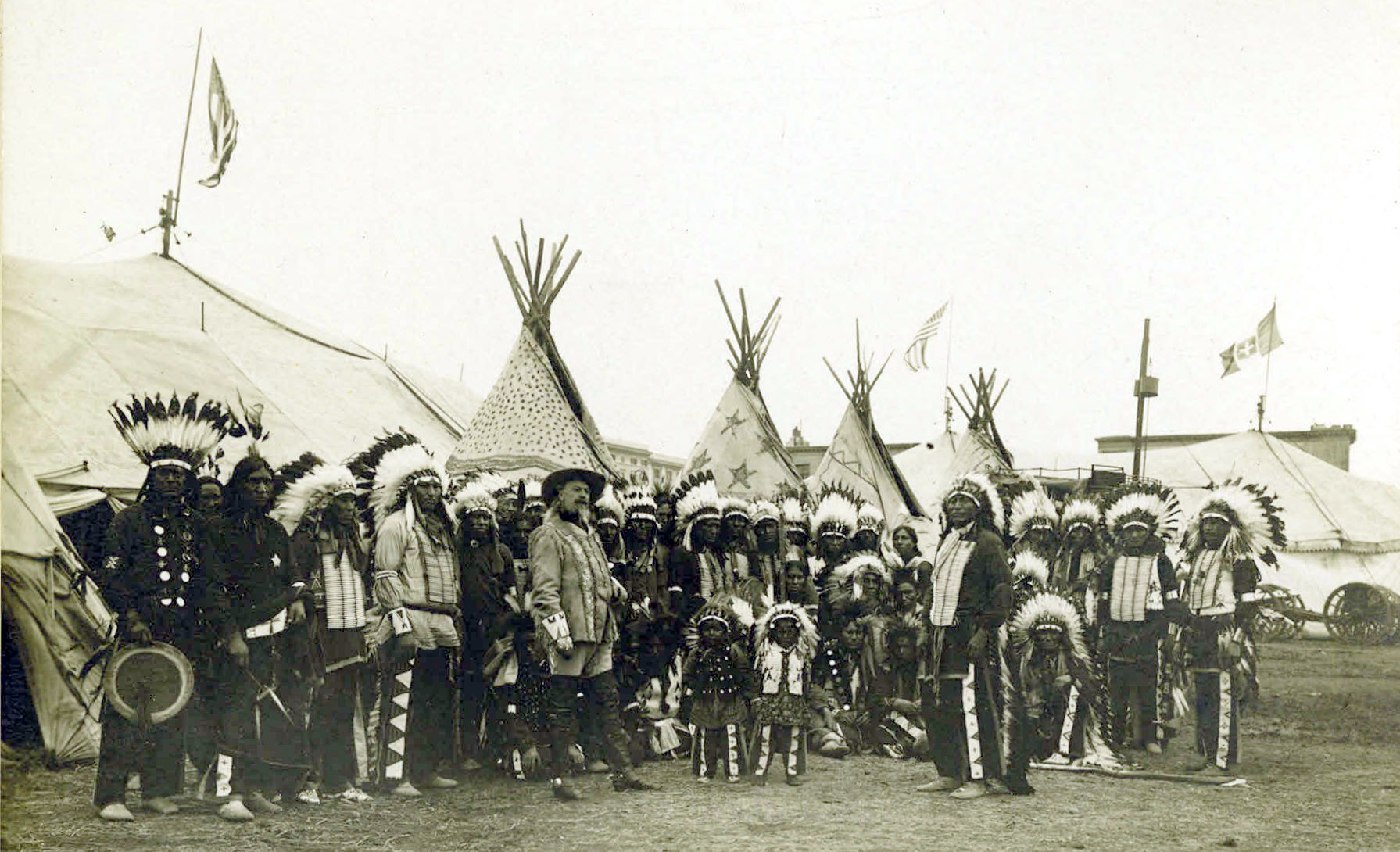
西部劇映画の原型となったバッファロー・ビル主宰の見世物『野生の西部ショー』。カウボーイとインディアンの捕り物や曲芸を演目とし、欧米を巡業して人気を博した。写真は1890年の巡業の際のもの

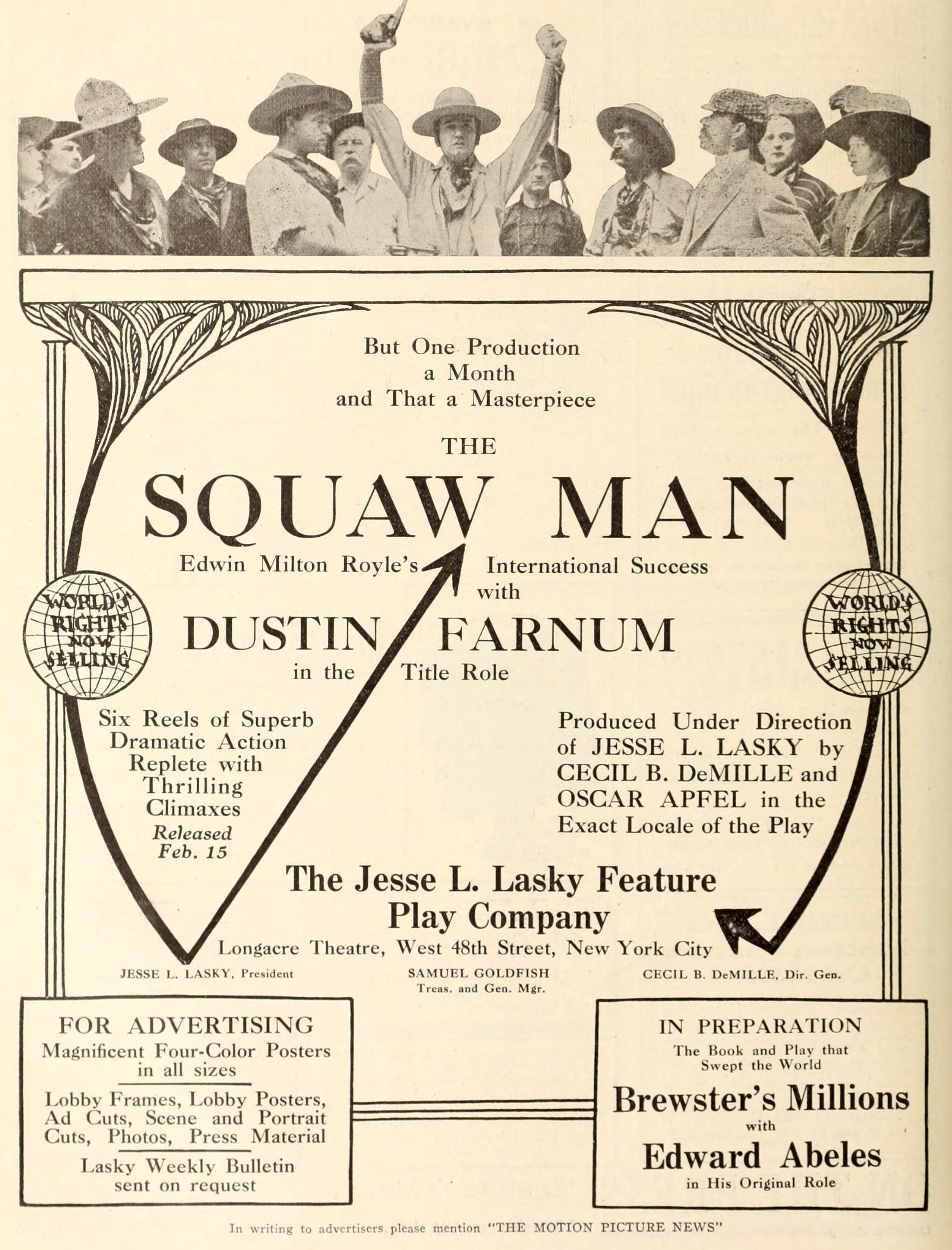
最初期の西部劇『スコウマン』（1914年）。インディアン女性と結婚した白人を描く。

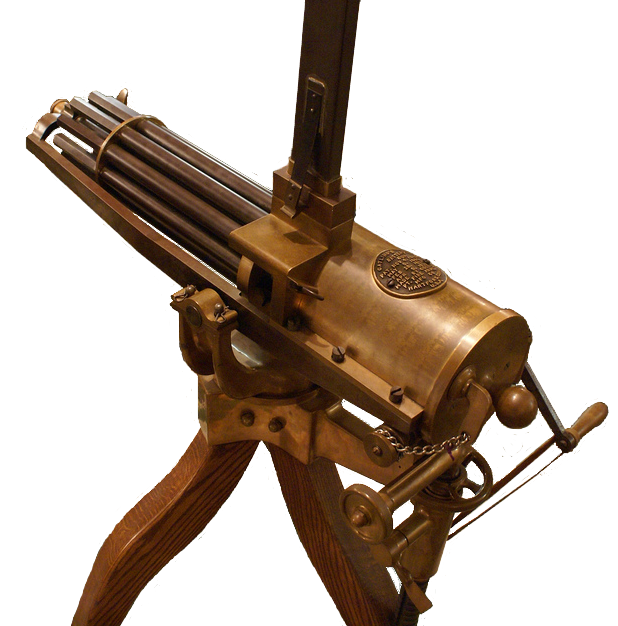
西部劇で虐殺の道具として多用されたガトリング砲。

コロンブスがアメリカ大陸に到達した時には、北米大陸にもすでに先住の民族がいた。北米大陸に着いた時にインドに着いたと勘違いして先住民をインディアンと呼んだ話は有名だが、17世紀初めにイギリス人が最初の植民地を作った頃に北米にはおよそ人口100万人、部族の数では約500余りが暮らしていたと言われている。しかし西部開拓が進む頃から白人との戦いが始まった。西部開拓の歴史はまた先住民迫害そして虐殺の歴史でもあった。そして西部開拓時代の1870年には人口がわずか2万5千人に激減している。
20世紀初頭の黎明期の西部劇では、インディアンをヒーローとして扱ったものもあったが、西部劇がアクション中心の娯楽映画に移行するとインディアンは『フロンティア』を害する悪役となり、白人開拓者にとっては邪悪と凶暴さの象徴であった。
西部劇は、インディアンのイメージを決定付けた。劇中に登場するインディアン達は、決まって馬にまたがって派手な羽飾りをつけ、手斧を振り回し、「アワワワワ」と鬨の声を挙げて襲ってくる。これらは馬にまたがり、羽飾りをつけること以外は出鱈目なものである。彼らの衣装も、撮影所のデザイナーが考えたものであり、またそのほとんどが、白人たちが演じており、資料的価値は皆無である。
また、西部劇には「号令一下、全インディアン戦士を従わせる大酋長（Grand Chief）や戦争酋長（War chief）」が登場するが、これはインディアン文化に対する白人の誤解から生まれたものである。基本的にインディアンの社会は合議制民主主義社会であり、このような絶対権力者は存在しない。「大酋長」も「戦争酋長」もまったくのフィクションであり、現実には存在しない西部劇の中のキャラクターなのにも関わらず、これが全世界で公開されることで、「酋長は部族長である」といった、誤ったインディアンに対する認識をさらに広めることとなってしまった。
平原の部族の風俗である羽飾りをつけ、無表情に片言の英語を喋る（日本語の台詞では「インディアン、ウソツカナイ」はこの典型である）このステレオタイプは、その後世界中の人々が「インディアン」と聞いて真っ先に頭に思い浮かぶイメージとなった。ラジオやTVのシリーズ『ローン・レンジャー』に出てくる、主人公の相棒であるインディアンの「トント」は、インディアンの間では「白人にへつらうインディアン」の代名詞となっている。
1950年代に入って、このようなインディアンの描き方に対する反省から『折れた矢』「アパッチ」が製作され、1960年代に入ると、『モホークの太鼓』(1939)で典型的なインディアンの描き方をして以後も悪役としてのインディアンしか描いてこなかったジョン・フォードが「シャイアン」(1964)でシャイアン族の悲劇を描くようになり、1970年には『ソルジャー・ブルー』で騎兵隊がインディアンを虐殺する場面が描かれている。
1960年に「片目のジャック」を監督・主演したマーロン・ブランドは、インディアン権利団体『アメリカインディアン運動』（AIM）に賛同し、同団体設立当初から助言と運動をともにしていたが、1973年に映画『ゴッド・ファーザー』でアカデミー賞を受賞した際、授賞式に「インディアン女性」を代理出席させ、ハリウッド西部劇において、いかにインディアンが理不尽な扱いを受けているかメッセージを代読させた。
映画俳優でAIMの運動家でスポークスマンをも務めるラッセル・ミーンズはハリウッド映画についてのインタビューに答え、こう述べている。

## 西部劇に登場する銃器

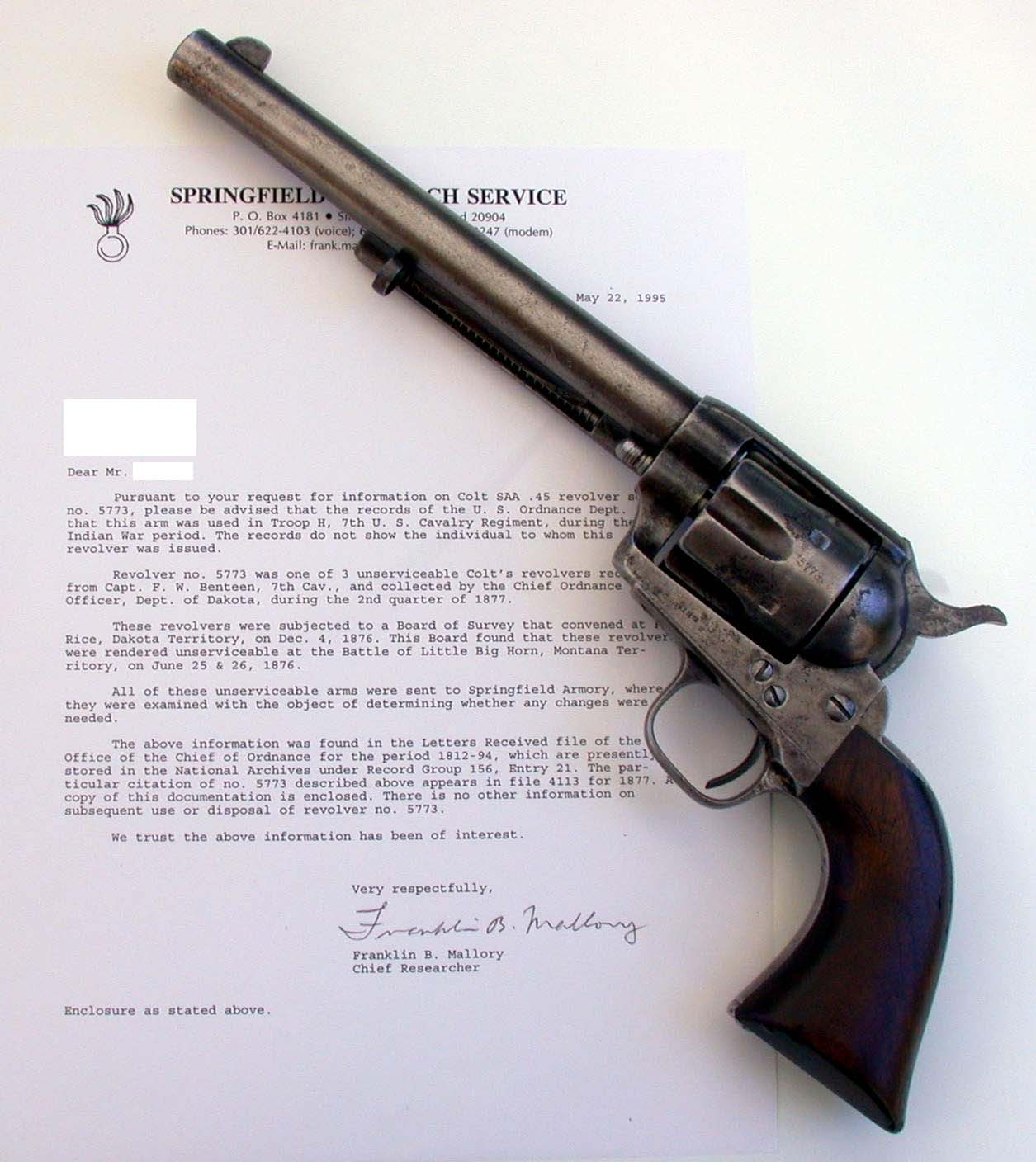
コルト・シングル・アクション・アーミー(回転式拳銃)

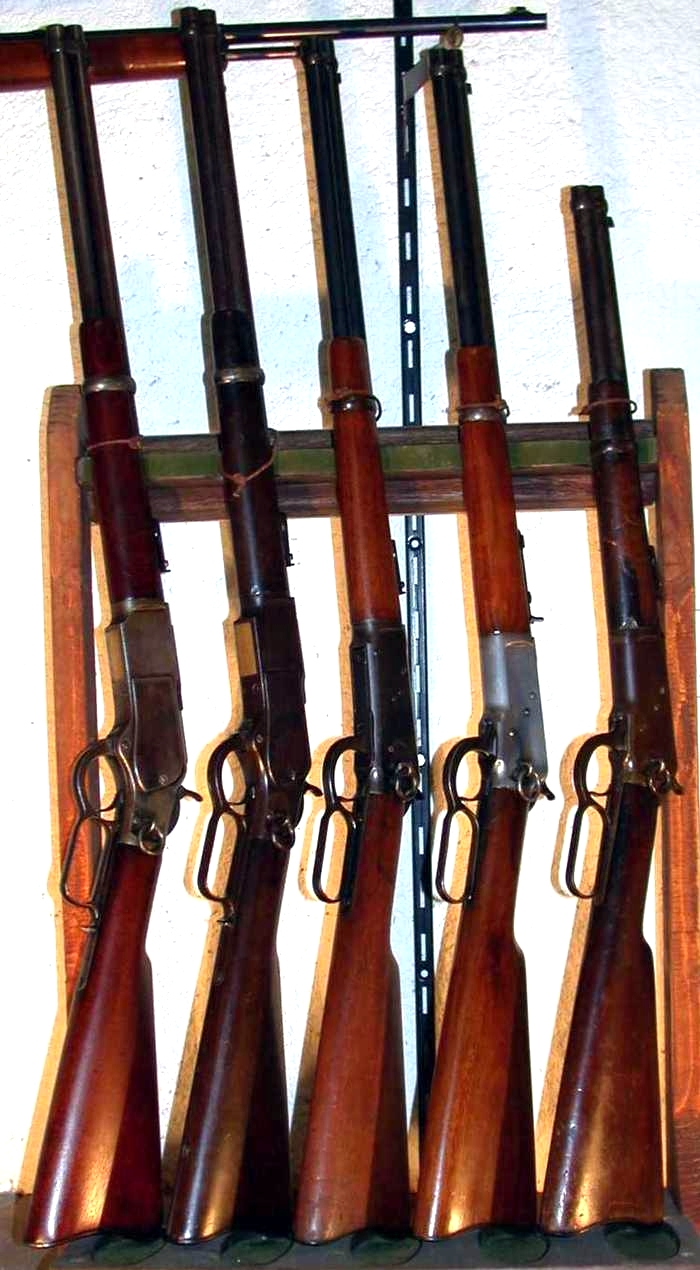
ウィンチェスターライフル。左からM73、M73、M94、M92、M92Trapper

ガンマンが題材となることの多い西部劇には、正確な考証に基づくものから近現代の銃器を手直ししてそれらしく見せかけたものまで、様々の銃器が小道具として登場した。中でも象徴的なのがコルト・シングル・アクション・アーミー(SAA)リボルバー、通称「ピースメーカー」や、コルトM1851のようなシングルアクション回転式拳銃である。SAAはコルト社の最高傑作と言われる名銃で1873〜1940年までの67年間に35万挺が製造されている。
腰の、ベルト付きホルスターにシングルアクションの回転式拳銃を収めたカウボーイスタイルは、映画に登場する西部ガンマンの定番であった。日本においても、西部劇人気の高まりと共にコルト45のようなシングルアクション拳銃の知名度は上昇し、多くのメーカーからトイガン製品が販売された。
この時代のシングルアクション拳銃には様々なバリエーションが存在するが、特にマカロニ・ウェスタンにおいて、主役は5.5インチの金属薬莢式、悪役のボスは7.5インチなどの長銃身で大型、その他大勢は4.75インチの金属薬莢式拳銃や、パーカッション式リボルバーという具合に、持ち主の役どころにより銃の種類が決められている場合が多かった。
目にも止まらぬ抜き撃ち連射、華麗なスピンといったガンプレイに習熟することが主演スターには要求され、ゲイリー・クーパーは『平原児』（1936）でセシル・B・デミルと話し合った結果、二丁拳銃の抜き撃ちを2週間猛練習し、名場面を作りあげた。
映画がカラーになり、やがてワイド化して横長画面になった頃、1950年代中期以降は朝鮮戦争の帰還兵士であったレッド・ロッドウィングが銃器類の取り扱い指導者になり多くのスターに拳銃の技を伝授した。このガン・プレイの指導にはアルヴァ・オジャラやドイル・ブルックスなどの名前が伝わっているが、遡ると映画がサイレントからトーキーになった頃に、まだデビュー前のジョン・ウェインにガン・プレイを指導したのはあのワイアット・アープ本人であったという話がある。
引き金を引いたままで拳銃を抜き、撃鉄をもう一方の手で連打することで高速に連射する「ファニング」と呼ばれるテクニックは、『荒野の決闘』で名バイプレーヤーワード・ボンドが初めて披露した技である。
なお、ジョン・ウェインはコルト6連発銃によるガンプレイが実は巧かった（「捜索者」でその片鱗を披露している）が大柄（やや太めのウェスト）過ぎて似合わないのでジョン・フォード監督のアドバイスでウィンチェスター銃（ライフル）を愛用したと伝えられる。そして後にライフル銃を持つとこれほど似合う俳優はいないと言われた。
そのウィンチェスター銃はオリバー・ウィンチェスターが考案したライフルで、最初は6連発のライフル銃であったが、SAAが売り出された同じ1873年に17連発の「73年型ウィンチェスター銃」(M1873通称ウィンチェスター銃73))が登場して、このウィンチェスター73も1873〜1932年の59年間に72万挺製造され当時の西部に広く普及したと言われている。ただし当時のアメリカ陸軍には不評で、19世紀に騎兵隊などの軍関係にはウインチェスター銃は使われていない。したがって歴史的には騎兵隊がライフル銃を使う場合はウインチェスター銃ではなく単発のスプリングフィールド銃が使われており、1876年にカスター将軍以下の第七騎兵隊がリトルビッグホーンでインディアンに全滅したのはインディアン側は連発のウインチェスター銃で、騎兵隊側は単発のスプリングフィールド銃を使っていたからという「まことしやかな説がある」と言われている。しかし西部劇映画では騎兵隊がウインチェスター銃で射ちまくる場面がよく見られるという。またテレビ「拳銃無宿」に主演したスティーブ・マックイーンが愛用していた銃は、このウインチェスター銃の銃身を短くした通称ランダルカスタムと呼ばれる銃である。ちなみに映画やテレビで使われるウインチェスター銃は有名なM1873ではなく後継のM1892が使用されている。
この「シングル・アクション・アーミー」と「ウィンチェスターM1873」の2つの銃が後に「西部を征服した銃」と呼ばれている。